# Mistrovství světa ve veslování 1980

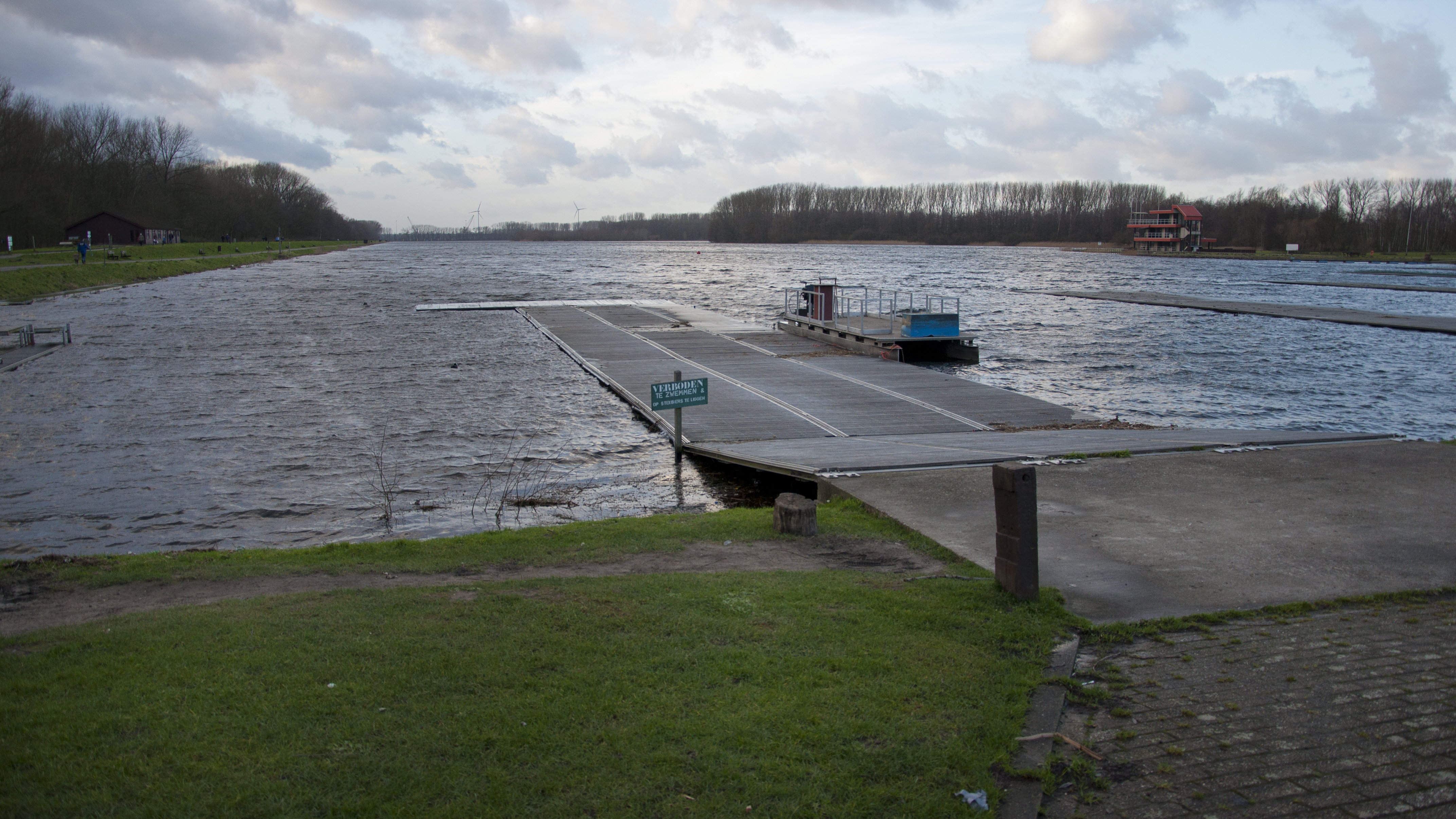
Veslařský kanál Hazewinkel, dějiště šampionátu

Mistrovství světa ve veslování 1980 se konalo na veslařském kanále Hazewinkel v blízkosti belgického Mechelenu. Finálové jízdy se jely dne 16. srpna 1980.
Každoroční veslařská regata trvající jeden týden je organizována Mezinárodní veslařskou federací (International Rowing Federation; FISA) obvykle na konci léta severní polokoule. V neolympijských letech představuje mistrovství světa vyvrcholení mezinárodního veslařského kalendáře a v roce, jenž předchází  olympijským hrám, představuje jejich hlavní kvalifikační událost. V olympijských letech pak program mistrovství zahrnuje pouze neolympijské disciplíny.
Rok 1980 byl rokem olympijským, proto program mistrovství zahrnoval pouze neolympijské disciplíny.

## Medailové pořadí
| Pořadí | Země                 | Zlato | Stříbro | Bronz | Celkem |
| ------ | -------------------- | ----- | ------- | ----- | ------ |
| 1      | Spojené království   | 1     | 0       | 1     | 2      |
| 2      | Austrálie            | 1     | 0       | 0     | 1      |
| 2      | Západní Německo      | 1     | 0       | 0     | 1      |
| 2      | Itálie               | 1     | 0       | 0     | 1      |
| 5      | USA                  | 0     | 2       | 0     | 2      |
| 6      | Dánsko               | 0     | 1       | 0     | 1      |
| 6      | Francie              | 0     | 1       | 0     | 1      |
| 8      | Španělské království | 0     | 0       | 2     | 2      |
| 9      | Švýcarsko            | 0     | 0       | 1     | 1      |
| Celkem | Celkem               | 4     | 4       | 4     | 12     |

## Přehled medailí

### Mužské disciplíny
| Disciplína                      | Zlato | Čas     | Stříbro | Čas     | Bronz | Čas     |
| Skif LV LM1x                    | Západní Německo Christian-Georg Warlich | 7:00,94 | USA William Belden | 7:06,32 | Španělské království José Antonio Montosa Ortega | 7:08,80 |
| Dvojskif LV LM2x                | Itálie Francesco Esposito Ruggero Verroca | 6:29,18 | USA Scott Roop Lawrence Klecatsky | 6:31,10 | Švýcarsko Kurt Steiner Reto Wyss | 6:33,44 |
| Čtyřka bez kormidelníka LV LM4- | Austrálie Graham Gardiner Charles Bartlett Clyde Hefer Simon Gillett                                                                              | 6:12,35 | Dánsko Mogens Rasmussen Juul Søren Christensen Jan Christensen Kim Hagsted                                                                                    | 6:23,75 | Spojené království Antony Richardson Andrew Cusack Duncan Innes Colin Cusack | 6:25,76 |
| Osma Lv LM8+                    | Spojené království Colin Barratt David Hosking Robert Downie Nicholas Howe Peter Zeun Clive Roberts Nigel Read Stephen Simpole Simon Jeffries (k) | 5:42,76 | Francie Bernard Gronchi Thierry Farelle Bertrand Razat Serge Grenier Jean-François Razat Gerard Avril Maxime Mantovani Laurent Fritsch Bertrand Le Cossec (k) | 5:45,62 | Španělské království Felix Alonso Muñoz Carlos Sáez Bernardos José Marti Miranda Francisco Goicoechea García Luis Arteaga Leon José Rojí Blanco Angel Sáez Bernardos Fernando Climent Huerta Javier Sabriá (k) | 5:45,87 |